# Mount Baker-Snoqualmie National Forest
Der Mount Baker-Snoqualmie National Forest in Washington ist ein fast 7.000 km² großer National Forest der USA, welcher sich über mehr als 230 km entlang der Westhänge der Cascade Range von der Grenze zwischen Kanada und den Vereinigten Staaten bis zur Nordgrenze des Mount Rainier National Park erstreckt. Er wird vom United States Forest Service vom Hauptquartier in Everett aus verwaltet.

## Tourismus
Der Mount Baker-Snoqualmie National Forest bedeckt (in absteigender Reihenfolge nach der Waldfläche) Teile der Countys Snohomish, Whatcom, Skagit, King, Pierce, und Kittitas. Der Forst besteht aus vier Ranger Districts, die im Folgenden von Nord nach Süd aufgelistet sind: der Mount Baker District mit zwei Ranger-Stationen in Glacier und Sedro-Woolley; der Darrington Ranger District mit zwei Ranger-Stationen in Darrington und Verlot; der Skykomish Ranger District mit einer Ranger-Station in Skykomish; der Snoqualmie Ranger District mit zwei Ranger-Stationen in North Bend und Enumclaw.
Zusammen mit den anderen zentralen Countys am Puget Sound leben 62 % (3,63 Mio. Menschen) der Bevölkerung des Bundesstaates Washington in einem Umkreis von etwa 100 Kilometern und den Staatswald. Weitere 1,5 Mio. Menschen in der Metropolregion Vancouver können den Nord-Teil des Forsts relativ leicht erreichen. Die große Bevölkerung und die leichte Erreichbarkeit über Straßen machen den Mount Baker-Snoqualmie National Forest zum zweitmeistbesuchten National Forest in den USA.

## Geografie

### Berge
Im Mount Baker-Snoqualmie National Forest finden sich viele landschaftlich reizvolle Orte wie auch solche von historischer Bedeutung. Die Gipfel erreichen Höhen von 1500 bis 1800 Metern im Süden und zwischen 2100 und 2400 Metern im Norden des Waldes. Die großen Vulkane Mount Baker und Glacier Peak thronen noch fast eintausend Meter über den angrenzenden Kammlagen.

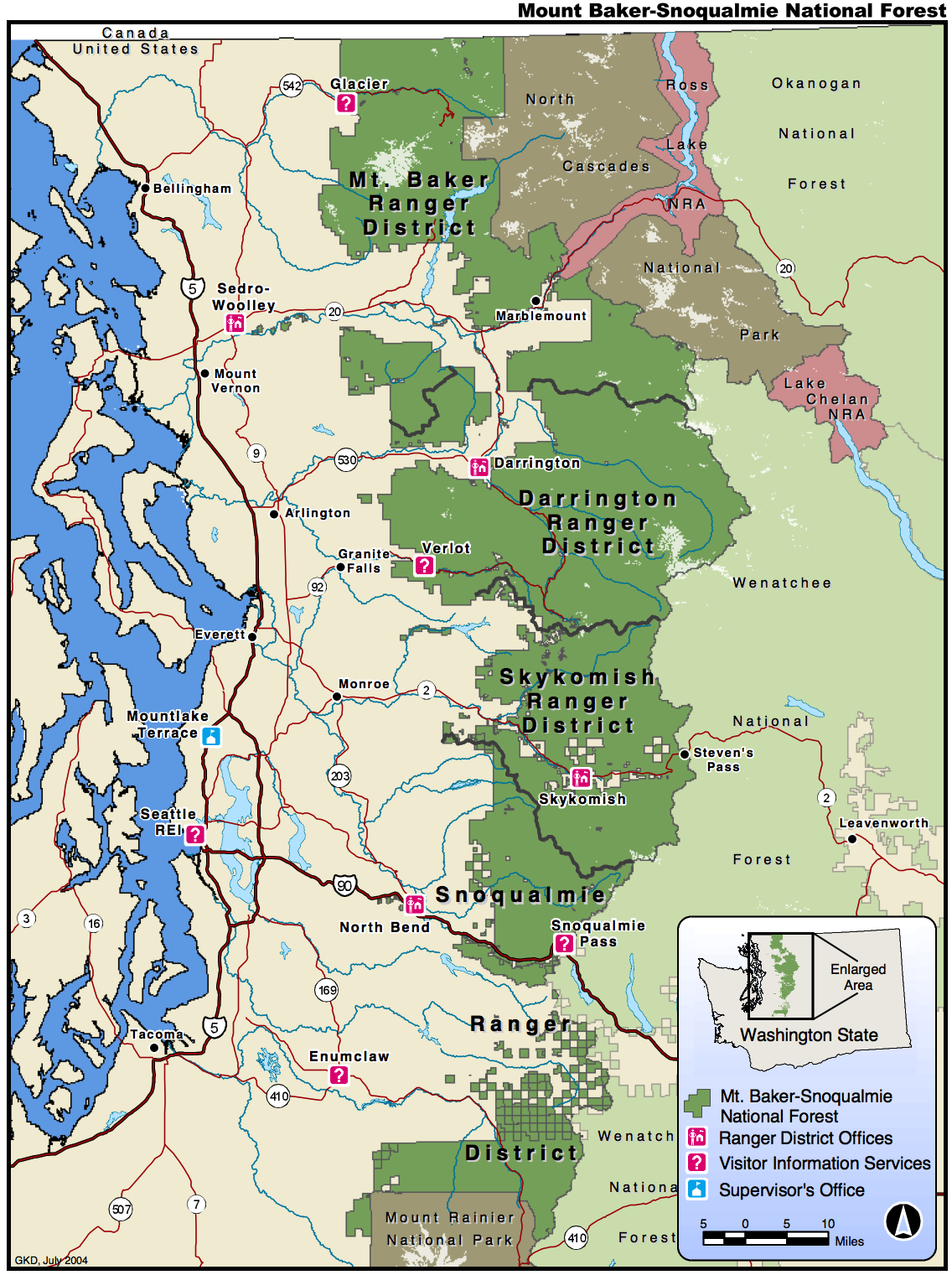
Karte des Mount Baker-Snoqualmie National Forest

### Gletscher

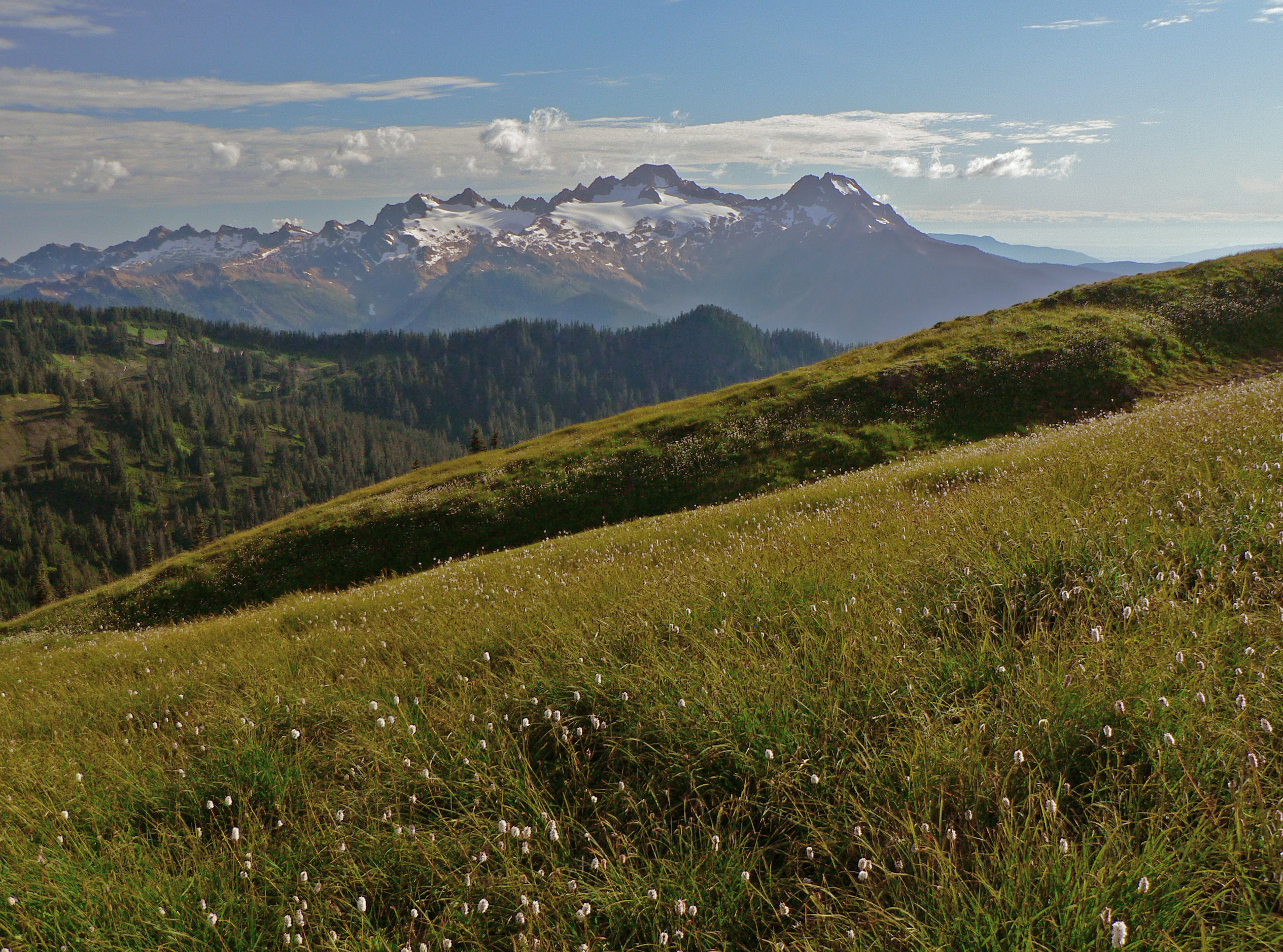
Twin Sisters Mountain in der Mount Baker Wilderness

Im Forest befinden sich mehr Gletscher und Schneefelder als in irgendeinem anderen National Forest außerhalb Alaskas. Mit Stand von 1971 sind die größten Gletscher mit Flächen  von mehr als 2,5 km²:
- Mount Baker
  - Roosevelt Glacier
  - Mazama Glacier
  - Park Glacier
  - Boulder Glacier
  - Easton Glacier
  - Deming Glacier
  - Coleman Glacier
- Sentinel Peak
  - South Cascade Glacier
- Glacier Peak
  - Suiattle Glacier
  - Honeycomb Glacier
  - White Chuck Glacier

Die Anzahl der Gletscher im Forest hat sich von 295 (1971) auf weniger als 287 (1998) verringert. Dies ist Teil des globalen Gletscherschwunds seit 1850. Die Gletscher des Forest haben zwischen 1984 und 2006 zwischen 20 und 40 % ihres Volumens eingebüßt. Die Ursache wird in den fortgesetzt warmen Bedingungen und der negativen Massenbilanz gesehen. Der White Chuck Glacier (Glacier Peak) steht nicht mehr auf der oben aufgeführten Liste der großen Gletscher. Er schrumpfte zwischen 1958 und 2002 von 3,1 auf 0,9 km². Mit dem Rückgang der Gletscher hat auch der sommerliche glaziogene Abfluss um 65 bis 80 % abgenommen. Dies reduziert die Fließgeschwindigkeit und die Sedimentation und erhöht die Wassertemperatur. Lachs und viele andere Arten werden von solchen Änderungen beeinflusst.

## Schutz
Die nördlichen und östlichen Teile des Forest sind außerordentlich wild und landschaftlich reizvoll. 1968 wurde der Forest an den National Park Service übergeben, um ihn in den North Cascades National Park einzugliedern. Eine Studie des Forest Service schätzte den Altbaumbestand auf 260.400 ha. Durch Aktivitäten des Kongresses wurden seit 1964 folgende Wildnisgebiete etabliert, die 3.347 km² umfassen – fast die Hälfte des Gesamtgebietes:
- Alpine Lakes Wilderness (größtenteils im Wenatchee National Forest)
- Boulder River Wilderness
- Clearwater Wilderness
- Glacier Peak Wilderness (größtenteils im Wenatchee National Forest)
- Henry M. Jackson Wilderness (teilweise im Wenatchee National Forest)
- Mount Baker Wilderness
- Noisy-Diobsud Wilderness
- Norse Peak Wilderness
- Pasayten Wilderness (größtenteils im Okanogan National Forest)
- Wild Sky Wilderness

Diese unberührten Gebiete bieten sauberes Wasser, Einsamkeit und permanenten Schutz der Altbaumbestände über 42 % des Mount Baker-Snoqualmie National Forest.
Der Kongress etablierte 1978 auch das Skagit Wild and Scenic River System. Seine 200 km langen Fließgewässer am Skagit River, Cascade River, Sauk River, und Suiattle River bieten bedeutende Wildnis-Lebensräume und Erholung. Das Skagit River System beherbergt eine der größten Winter-Populationen des Weißkopfseeadlers in den Vereinigten Staaten.
Der Mount Baker-Snoqualmie National Forest umfasst einen Großteil der North Cascades-Ökoregion eine Level-III-Ökoregion Nordamerikas. Er schließt folgende Level-IV-Ökoregionen ein:
- Western Hemlock Ecoregion
- Silver Fir Ecoregion
- Subalpine Mountain Hemlock Ecoregion
- Alpine Ecoregion